# Deoxynivalenol
Deoxynivalenol (DON) även känt som Vomitoxin, är en typ-B trichothecene, en epoxy-sesquiterpenoid. Detta mykotoxin uppstår mestadels i spannmål såsom vete, korn, havre, råg, och majs, och mindre ofta i ris, durra, och rågvete. 